# Ludovico II Gonzaga
Ludovico II Gonzaga, född 1334, död 1382, var en italiensk monark. Han var härskare i Mantua mellan 1369 och 1382. 